# Innes’ Stern
Innes’ Stern (auch Gliese 422) ist ein 41,3 Lichtjahre entfernter Unterzwerg im Sternbild Kiel des Schiffs. Er wurde von Robert Innes entdeckt, der auch Proxima Centauri entdeckte. Von der Sonne aus gesehen, ist er einer der 1.000 nächsten Sterne.

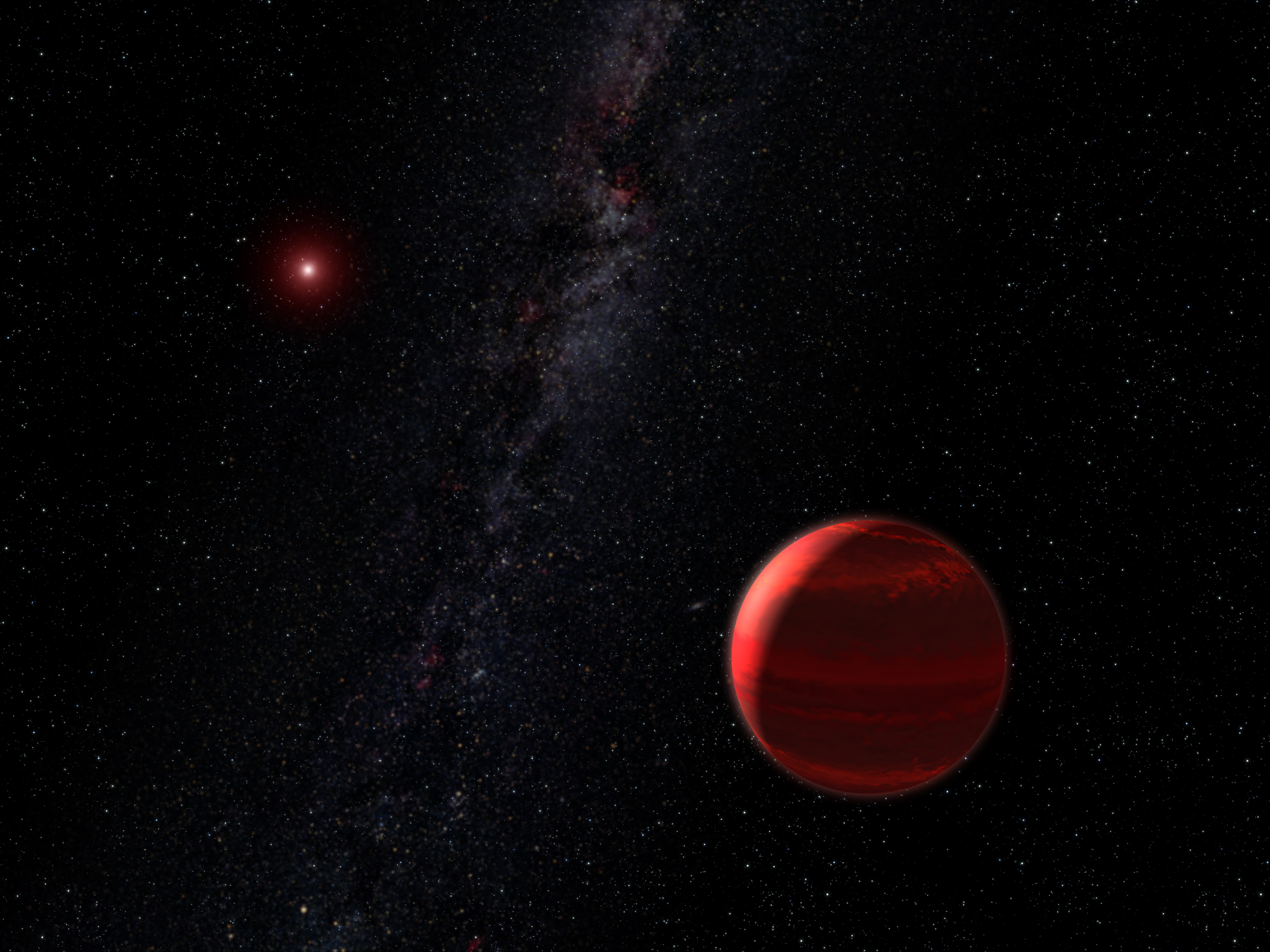
Künstlerische Darstellung von Innes’ Stern mit einem Planeten

## Planet
Innes’ Stern wird vermutlich von einem Exoplaneten (Innes’ Stern b, Gliese 422b) umkreist. Aufgrund der hohen Masse wird angenommen, dass es sich um einen Gasriesen handelt. Bestätigt oder widerlegt wurde dieser Planet noch nicht.